# Kruszywo pomiedziowe
Kruszywo pomiedziowe – kruszywo produkowane w wyniku recyklingu żużla pomiedziowego, powstającego w trakcie procesu wytapiania miedzi w piecach szybowych, a następnie przesiewanego w sitach wibracyjnych na poszczególne frakcje o różnej granulacji.
Materiał w 96,5% stanowią składniki skałotwórcze, m.in. złożone tlenki. Składem chemicznym przypomina on bazalt i gabrę, naturalne surowce używane w budownictwie drogowym. Twardość (6 w skali Mohsa), odporność na ścieranie i podatność na kruszenie czynią z żużla pomiedziowego szybowego doskonały surowiec do produkcji budowlanych kruszyw łamanych.
Zastosowanie:
- Budowa dróg i autostrad – grysy do produkcji asfaltobetonów; mieszanki na podbudowy; warstwy mrozoodporne, odsączające i jako składnik doziarniający; podbudowy z chudego betonu; podbudowy pomocnicze nawierzchni podatnych i półsztywnych; nasypy drogowe; warstwy nasypów w strefie przemarzania
- Roboty hydrotechniczne i melioracyjne, regulacja rzek, umocnienia brzegów, budowa wałów przeciwpowodziowych

Producentami kruszywa pomiedziowego w Polsce są Kopalnie Surowców Skalnych w Złotoryi (Oddział Produkcji Kruszyw „Legnica”) oraz spółka KGHM METRACO przetwarzająca odpady powstające podczas wytapiania miedzi w Hucie Miedzi Głogów.